# Alpaida wenzeli
Alpaida wenzeli är en spindelart som först beskrevs av Simon 1897.  Alpaida wenzeli ingår i släktet Alpaida och familjen hjulspindlar. Inga underarter finns listade i Catalogue of Life.